# Epitrix krali
Epitrix krali es una especie de insecto coleóptero de la familia Chrysomelidae. Fue descrita científicamente en 2000 por Doberl.